# Carlos Cornes
Carlos Cornes Ribadas (* 29. April 1989 in Santiago de Compostela) ist ein ehemaliger spanischer Squashspieler. 

## Karriere
Carlos Cornes begann seine Karriere im Jahr 2008 auf der PSA World Tour und gewann auf dieser sieben Titel. Seine beste Platzierung in der Weltrangliste erreichte er mit Rang 66 im Oktober 2020. Mit der spanischen Nationalmannschaft nahm er bereits mehrfach an Europameisterschaften teil. 2019 wurde er mit ihr Vizeeuropameister. Im Einzel erreichte er 2014 das Achtelfinale und 2015 das Viertelfinale. Bei Weltmeisterschaften gelang ihm 2015 das einzige Mal die Qualifikation für das Hauptfeld. Dort verlor er in der ersten Runde gegen Campbell Grayson. 2017 und 2019 stand er im spanischen Aufgebot bei den Weltmeisterschaften. 2019 erreichte er mit Spanien das Viertelfinale und schloss das Turnier auf dem achten Platz ab.
Im November 2020 beendete er seine Karriere und wurde Squashdirektor beim Hong Kong Football Club. Er ist verheiratet und hat ein Kind.

## Erfolge
- Vizeeuropameister mit der Mannschaft: 2019
- Gewonnene PSA-Titel: 7